# Музей села Крым
Музей села Крым — историко-этнографический музей в селе Крым Мясниковского района Ростовской области. Размещается в Крымском доме культуры. В 1987 году получил звание народного. В музее села можно познакомиться с историей, жизнью и бытом Анийской ветви армян.
Адрес музея: 344113, Ростовская область, с. Крым, ул. Мясникяна. Дом культуры.

## История музея
Народный музей армянской культуры расположен в селе Крым Мясниковского района Ростовской области. Нынешние армяне села являются потомками армян, переселившихся сюда из Крыма.
В разное время полуостров Крым был населен армянами, переселившимися из Великой Армении, Малой Азии и Болгарии. Прожив там шесть столетий они, по указу Екатерина II от 9 марта 1778 года, были добровольно переселены в земли нынешней Ростовской области. Армянская колония на Дону была образована в 1779 году. Городские жители Крыма переселилась в город Нахичевань-на-Дону, а сельское население — в села Чалтырь, Топти (Крым), Мец Сала (Большие Салы), Султан Сала и Несвита (Несветай). Живя в Крыму, армяне сохранили диалект армянского языка, народные обычаи, обряды, элементы народного быта. Переселенцам была дана свобода вероисповедания. Им позволялось строить церкви и колокольни, отправлять церковные обряды, подчиняться только верховному патриарху всех армян — эчмиадзинскому католикосу.
Исторические документы, предметы армянской культуры и быта были собраны в созданном в 1980 году в селе историко-этнографическом музее. Первым заведующим музеем был Айка Андирасович Поповян. Поповян долгие годы работал в местной школе, где создал уголок истории села. Но со временем этот «малый музей» перестал отвечать возросшим духовным потребностям сельчан. В 1979 году правление колхоза им. Лукашина (руководитель Г. А. Срабионян) решило организовать в с. Крым музей истории села и отдать ему часть помещений местного Дома культуры. Рядом с домом культуры находится действующая армянская церковь Св. Христа Спасителя (арм. Սուրբ Ամենափրկիչ, Сурб Аменапркич), построенная в конце XIX — начале XX веков.
Дом культуры села имеет зрительный зал на 600 посадочных мест, библиотеку. В фонде музея было собрано около 1340 наименований предметов, книг и документов. Материалы представлены в хронологическом порядке с даты основания села — Я с 1779 года и до наших дней. В 1987 году музею села Крым Приказом Министерства культуры СССР было присвоено звание «Народный музей».

## Экспозиция
Экспонаты музея собирались сельчанами и жителями области. Так Хачерес Григорьевич Гайбарян сделал макеты сельской кузни, крестьянской арбы, дома Лукашина; С. А. Тирацуян подарил музею старинный глиняный кувшин; З. А. Хачикян — безмен XIX века и др. В музее представлены: деревянное ярмо для волов, лапти из сыромятной кожи (чарохи), шерстяные гольфы (халчины)) и др. В музее собраны материалы о представителях известных крымских династий — Чубаровых и Айдиновых, о знаменитых спортсменах — Я. В. Ялтыряне, К. М. Термалаяне, М. А. Деремяне и др.
В музейной экспозиции показана история и культура анийской ветви армянства, представителями которой являются армяне Дона, история многонационального Мясниковского района. Здесь также представлены изделия декоративно-прикладного искусства конца XVIII — начала XX веков. В музее есть ценные исторические фотографии, документы и рукописи.
Материалы музея были систематизированы сотрудником Ростовского краеведческого музея Нелли Григорьевной Фрадкиной и художником Давидом Исааковичем Кобриным.
Музей поддерживает связи с Ростовским музеем краеведения, музеем русско-армянской дружбы «Сурб-Хач», Национальным историческим музеем Армении.
С 2005 года заведует музеем Алвард Лусегеновна Поповян — человек активной жизненной позиции, краевед и журналист. С 2005 года основной фонд музея вырос втрое, были собраны интересные экспонаты, документы и фотографии, созданы новые стенды.
Музей уникален не только своими макетами и экспонатами, а еще тем, что здесь, как и тогда, когда его открывали, ведется активная поисковая работа, работает клуб «Поиск». Благодаря клубу найдены десятки мест захоронений крымчан, родные смогли, наконец, спустя десятилетия, побывать на могиле погибших, почтить их память… В числе первых найдены места захоронения Деремяна Асватура Карапетовича, Андоняна Капрела Асватуровича, Бабияна Семена Михайловича и многих других.
Со всех концов страны и даже из-за рубежа идут письма в Крымский музей с просьбами о помощи и с благодарностью за память. Так, музей стали называть местом священной памяти павших. А значит, музей живет, работает.